# Hans Zehetner
Hans Zehetner (né le 10 mai 1914 à Vienne, mort le 20 mai 1973 dans la même ville) est un chef décorateur autrichien.

## Biographie
Zehetner suit une formation de peintre de théâtre et travaille pour des théâtres viennois. En 1938, il vient à Berlin comme peintre publicitaire pour l'UFA. Il cesse de travailler pendant la Seconde Guerre mondiale.
En 1947, il est employé par la Kiba comme peintre de décoration. Il dessine les paysages de la Tisza pour le film Le Procès. Il est pour la première fois chef décorateur en 1949 ; dans les années 1950 et 1960, il est du tournage de Heimatfilms, de comédies et de films de revue. Il est également responsable des décors de l'adaptation de Herr Puntila und sein Knecht Matti de Brecht.

## Filmographie

### Directeur artistique

#### Cinéma
- 1949 : Liebesprobe
- 1952 : Abenteuer im Schloss (de)
- 1954 : Der Komödiant von Wien
- 1958 : Nackt, wie Gott sie schuf
- 1959 : Traumrevue (de)
- 1960 : Herr Puntila und sein Knecht Matti
- 1962 : Unter Wasser küßt man nicht (de)
- 1963 : Hochzeit am Neusiedler See
- 1964 : Case 33: Antwerp
- 1966 : Spukschloß im Salzkammergut
- 1971 : Gebissen wird nur nachts - das Happening der Vampire

### Décorateur

#### Cinéma
- 1953 : Die Regimentstochter (de)
- 1953 : Franz Schubert – Ein Leben in zwei Sätzen (de)
- 1955 : Don Juan de Mozart
- 1959 : Wenn die Glocken hell erklingen (de)
- 1962 : Romanze in Venedig (de)
- 1962 : Wilde Wasser (de)
- 1965 : Das Mädel aus dem Böhmerwald
- 1965 : Ferien mit Piroschka
- 1965 : Heidi
- 1969 : Let It All Hang Out

#### Télévision
Téléfilms
- 1965 : Am Tage des Gerichts
- 1966 : Kostenpflichtig zum Tode verurteilt
- 1967 : Ivar Kreuger der Zündholzkönig
- 1972 : Defraudanten